# Le Pain
Le Pain est un scurt metraj realizat de Hiam Abbass in 2000.

## Sinopsis
În Franța, la campie, un cuplu si fiul lor de 10 ani se pregatesc sa ia pranzul, dar nu au destula paine. Astfel tatal se duce sa ia paine din oras. Așa cum este de așteptat, mama se duce la rândul său să cumpere.

## Fisa tehnica
- Titlu : Le Pain
- Realizator : Hiam Abbass
- Scénariu : Hiam Abbass
- Imagine : Aurélien Devaux
- Montaj : Agathe Mouchel
- Țara : Franța
- Durata : 18 minute

## Distribuțtie
- Zinedine Soualem
- Jules Sitruk
- Hiam Abbass